# 1693 Герцшпрунг
1693 Ге́рцшпрунг (1693 Hertzsprung) — темний видовжений астероїд середнього регіону поясу астероїдів діаметром приблизно 39 км. Його відкрив 5 травня 1935 року нідерландський астроном Гендрік ван Гент на станції Leiden Southern, прибудові Йоганнесбурзької обсерваторії в Південно-Африканській республіці.

## Класифікація й орбіта
Астероїд Герцшпрунг обертається навколо Сонця в центральній частині поясу астероїдів на відстані 2,0—3,6 астрономічної одиниці. Ексцентриситет його орбіти становить 0,27, а її нахил до площини екліптики — 12°. Астероїд уже спостерігався як 1930 HG 1930 року на Сімеїзькій обсерваторії. А втім, це спостереження залишилося без уваги, тож дуга спостереження цього тіла починається з його офіційним відкриттям на Йоганнесбурзькій обсерваторії 1935 року.

## Назва
Ця мала планета була названа на честь данського астронома Ейнара Герцшпрунга (1873—1967), найкраще відомого завдяки славнозвісній діаграмі Герцшпрунга — Расселла, системі спектральної класифікації зір, яку він розробив укупі з Генрі Расселлом, на честь якого був названий астероїд 1762 Расселл. Від 1934 до 1945 Герцшпрунг був головою Лейденської обсерваторії в Нідерландах.
Видатний експерт у галузі фотометрії, він ініціював дослідження змінних зір у південній частині Чумацького Шляху на Південній лейденській станції. У перебігу цього дослідження відкрито також кілька астероїдів і комет. Назву цього астероїда запропонували працівники Лейденської оберваторії. Офіційно назву опублікував Центр малих планет 15 грудня 1967.

## Фізичні характеристики

### Діаметр іальбедо
Згідно з космічними дослідженнями, проведеними інфрачервоним астрономічним супутником IRAS, японським супутником AKARI і Ширококутним Інфрачервоним Оглядовим Дослідником НАСА у його пізнішій місії NEOWISE, астероїд Герцшпрунг має діаметр між 30,95 і 41,97 км, а його поверхня має альбедо між 0,03 і 0,059.
Collaborative Asteroid Lightcurve Link погоджується з результатами, отриманими IRAS, тобто з тим, що альбедо становить 0,048, діаметр — 38,7 км, а абсолютна величина — 10,97. Тоді як цей темний астероїд класифікується як такий, що належить до рідкісного підтипу CBU типу С за класифікацією Толена, місія NEOWISE групує небесне тіло з рідкісними червонуватими астероїдами типу P.
Тіссеранів параметр щодо Юпітера — 3,239.